# 山添村
山添村（やまぞえむら）は、奈良県北東部、三重県との県境に位置する村。

## 地理

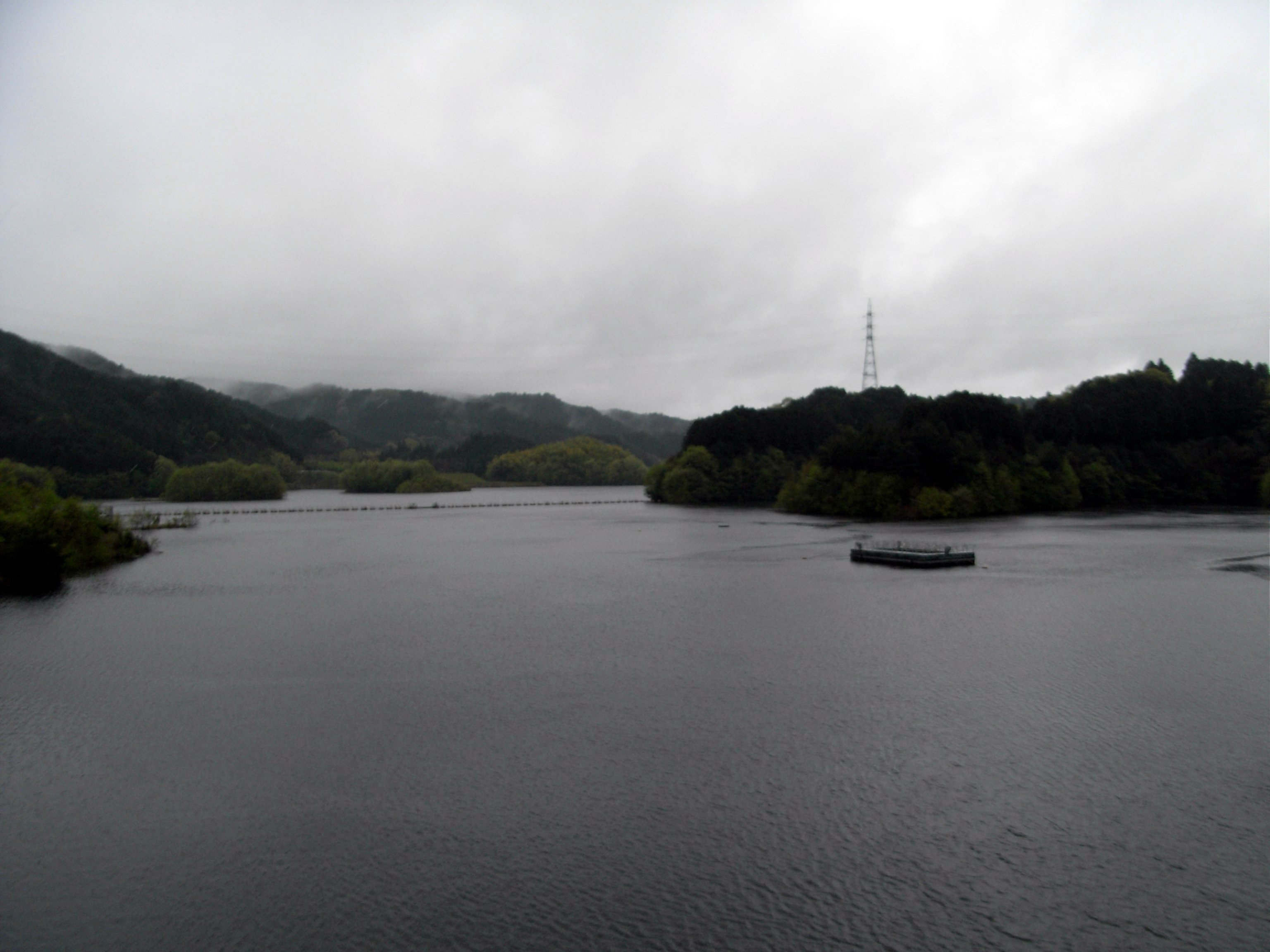
布目湖

奈良県の北東部、三重県との県境に位置する高原の村である。
夏は冷涼、冬は厳寒。自然情緒豊かな県指定の名勝神野山は
四季折々に美しい姿を見せる。北東部を名張川が流れる。
名阪国道が通り、路線バスで天理市や三重県伊賀市（旧・上野市）と結ばれる。

### 隣接する自治体
- 奈良県
  - 奈良市、宇陀市
- 三重県
  - 名張市、伊賀市

## 歴史

### 村名の由来
山辺郡と添上郡の頭字を寄せて「山添」とし、「山間の村として、山に添うて成長する村、山をよりどころとして発展する村」、「古代から霊峰神野山を信仰の対象として生活を営んでいた同族集団が、近世以降の長い分離体制のときを経て、今再びこの山を中心に寄り添い繁栄する村」という将来を祝福して命名された。

### 沿革
- 1956年（昭和31年）9月30日 - 添上郡東山村・山辺郡波多野村・豊原村が合併して発足。
- 1957年（昭和32年）8月31日 - 大字水間、別所を添上郡田原村に編入。翌日、田原村は奈良市へ編入される。
- 1977年（昭和52年）2月1日 - 「山添村村歌」「山添音頭」を制定。

### 村域の変遷
| 明治22年 | 昭和31年 | 現在   |
| -------- | -------- | ------ |
| 奈良県   |          |        |
| 山辺郡   |          |        |
| 豊原村   | 山添村   | 山添村 |
| 波多野村 | 山添村   | 山添村 |
| 添上郡   | 山添村   | 山添村 |
| 東山村   | 山添村   | 山添村 |

## 行政
- 村長：野村栄作
- 村議会：議員定数10名
- 2003年8月、添上郡月ヶ瀬村・山辺郡都祁村とともに奈良市に合併することを問う住民投票が行われた結果、反対が多数を占め単独村政を継続することとなったが、のちに翻意。3市村に合併協議を申し入れたものの、いずれの市村も議会付議せず、4市村での合併は不成立となった。

なお、衆議院議員選挙の選挙区は「奈良県第2区」、奈良県議会議員選挙の選挙区は「山辺郡・奈良市選挙区」（定数：11）となっている。

## 経済

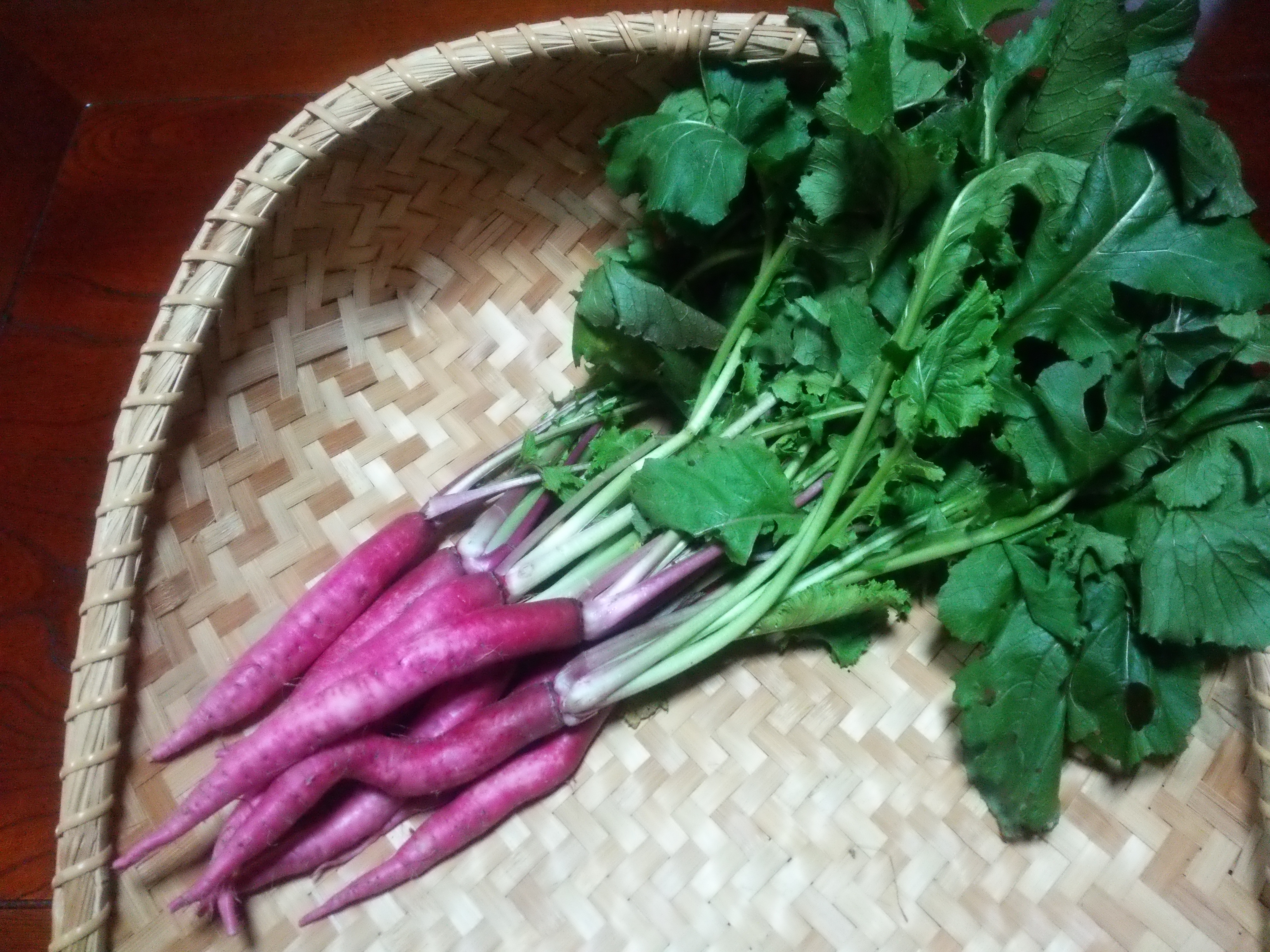
大和野菜「片平あかね」

### 農業協同組合
- 奈良県農業協同組合（JAならけん）
  - 豊原支店（三ケ谷） - JAバンクATM設置
    - 東山出張所（桐山）

  - 波多野支店（春日） - JAバンクATM設置
  - 山添村営農経済センター（大西）

### 日本郵政グループ
（2012年12月現在）
- 日本郵便株式会社
  - 東山郵便局（峰寺） - 集配局。
  - 波多野郵便局（中之庄） - 集配局。
  - 豊原郵便局（三ケ谷）

各郵便局にはゆうちょ銀行のATMが設置されており、波多野郵便局ではホリデーサービスを実施。
※山添村内の郵便番号は西部区域が「630-22xx」（東山局の集配担当）、東部区域（および奈良市（旧添上郡月ヶ瀬村域））が「630-23xx」（波多野局の集配担当）である。

## 地域

### 人口
| |                                        |  |
| 山添村と全国の年齢別人口分布（2005年） | 山添村の年齢・男女別人口分布（2005年） |  |
| ■紫色 ― 山添村 ■緑色 ― 日本全国 | ■青色 ― 男性 ■赤色 ― 女性              |  |
| 山添村（に相当する地域）の人口の推移 \| 1970年（昭和45年） \| 5,978人 \| \| \| 1975年（昭和50年） \| 5,885人 \| \| \| 1980年（昭和55年） \| 5,822人 \| \| \| 1985年（昭和60年） \| 5,933人 \| \| \| 1990年（平成2年） \| 5,773人 \| \| \| 1995年（平成7年） \| 5,420人 \| \| \| 2000年（平成12年） \| 4,967人 \| \| \| 2005年（平成17年） \| 4,595人 \| \| \| 2010年（平成22年） \| 4,107人 \| \| \| 2015年（平成27年） \| 3,674人 \| \| \| 2020年（令和2年） \| 3,226人 \| \| |                                        |  |
| 総務省統計局 国勢調査より |                                        |  |
| 1970年（昭和45年） | 5,978人                                |  |
| 1975年（昭和50年） | 5,885人                                |  |
| 1980年（昭和55年） | 5,822人                                |  |
| 1985年（昭和60年） | 5,933人                                |  |
| 1990年（平成2年） | 5,773人                                |  |
| 1995年（平成7年） | 5,420人                                |  |
| 2000年（平成12年） | 4,967人                                |  |
| 2005年（平成17年） | 4,595人                                |  |
| 2010年（平成22年） | 4,107人                                |  |
| 2015年（平成27年） | 3,674人                                |  |
| 2020年（令和2年） | 3,226人                                |  |

奈良県統計

- 2007年10月1日現在 :　4,424人
- 人口増加率（2002年→2007年） : -8.1%

### 教育
高校
- 山添村立奈良県立山辺高等学校山添分校（村が設置者となっている県立高校の分校）

中学校
- 山添村立山添中学校

小学校
- 山添村立やまぞえ小学校

## 交通

### 鉄道
村内を鉄道路線は走っていない。
付近の主な鉄道駅
- 近鉄奈良駅 車で40分
- 近鉄榛原駅 車で30分
- 近鉄名張駅 車で30分
- 近鉄伊賀神戸駅 車で25分
- 伊賀鉄道上野市駅(忍者市駅) 車で20分
- JR伊賀上野駅 車で25分

### 道路

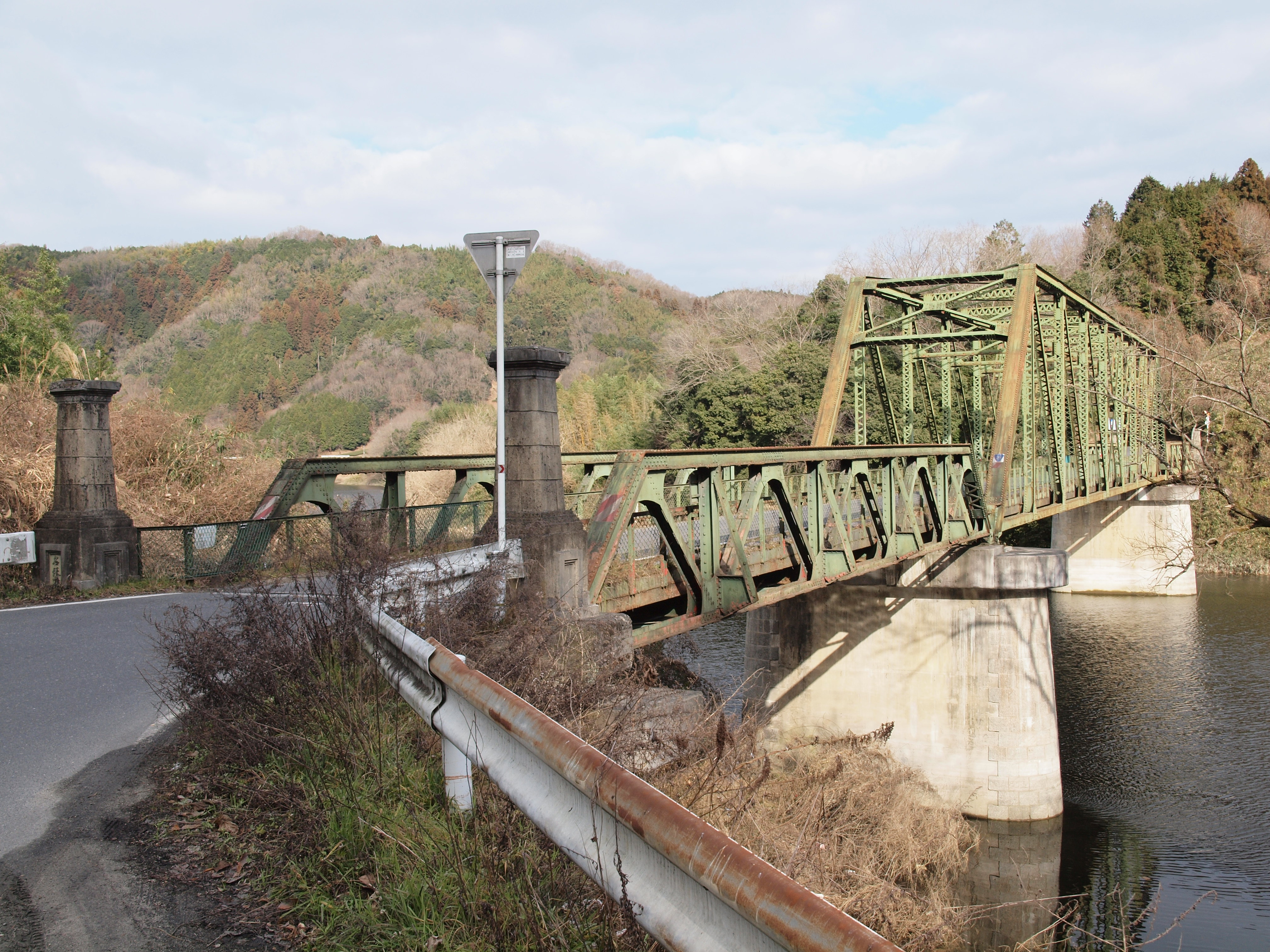
五月橋（国道25号、名張川）

#### 一般国道
- 名阪国道（国道25号）　
  - 神野口IC
  - 山添IC
  - 五月橋IC
- 国道25号（旧道。通称「非名阪」）

#### 主要地方道
- 奈良県道4号笠置山添線
- 奈良県道25号月瀬針線（笠置街道）
- 奈良県道80号奈良名張線

#### 一般県道
- 奈良県道127号北野吐山線
- 奈良県道181号遅瀬西波多線
- 奈良県道214号月瀬三ケ谷線
- 奈良県道244号毛原切幡線
- 奈良県道245号助命下荻線
- 奈良県道263号岩屋三ケ谷線
- 奈良県道272号神野山公園線
- 奈良県道782号上笠間八幡名張線
- 奈良県道785号山添桔梗が丘線

### 路線バス
2021年9月現在
- 奈良交通
  - 124系統：JR奈良駅 - 近鉄奈良駅（いずれも奈良市） - 北野（JR奈良駅方面：4本/日、北野方面：6本/日、所要65分程度）
  - 38系統：針インター（奈良市） - 国道山添（平日3往復、針インターで天理駅・榛原駅方面へ乗り換え可）
  - 高速バスやまと号：大和高原山添（山添IC） - 東京・新宿（夜行、関東バスと共同）
  - 高速バスやまと号：大和高原山添（山添IC） - 横浜駅・京成上野駅・東京スカイツリー・TDR・西船橋駅・津田沼駅・京成津田沼駅（夜行、京成バスと共同）
  - 高速バス名古屋 - 奈良線：大和高原山添（山添IC） - 名鉄バスセンター（名古屋駅）（昼行、名鉄バスと共同）

- 三重交通
  - 60系統：上野市駅（伊賀市） - 国道山添（平日5往復、土休日4往復）
  - 伊賀大阪高速バス：新大阪駅 - 大阪（梅田） - 国道山添（土休日のみ運行かつ大阪方面のみ利用可能）

- 山添村コミュニティバス（平日のみ運行）
  - 東豊地域コミュニティバス（東豊どりーむ号）：名張駅（名張市） - 大西地区および毛原地区
  - 山添水間コミュニティバス：国道山添 - 北野 - 下水間（奈良市、下水間でJR奈良駅方面の奈良交通バスと接続。1往復のみ）

## 名所・旧跡・観光スポット・祭事・催事

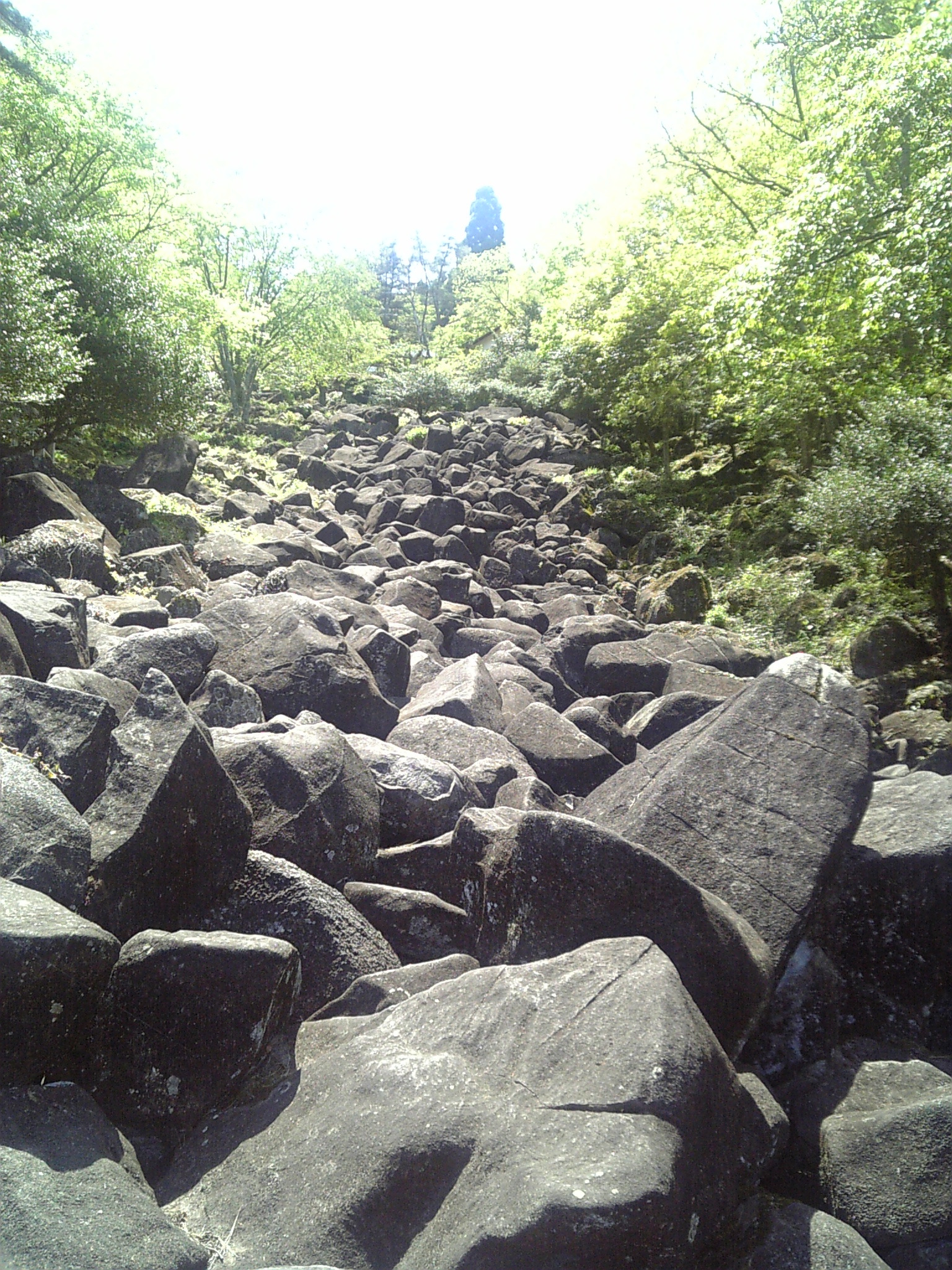
山添村・鍋倉渓

### 観光
- 神野山・神野山自然公園
- 鍋倉渓、県指定天然記念物で全長680mに巨石が広がり湧水がある[3]。
- 布目湖 - 布目ダム
- 神波多神社
- 毛原廃寺(国史跡)

### 施設
- 名阪スポーツランド
- 山添村歴史民俗資料館 （旧春日小学校講堂、県有形文化財）